# Nepjido
Nepjido (Naypjidaw) (burmansko နေပြည်တော်), tudi Nay Pyi Taw ali Naypyitaw ([ˈnaɪ̯pɪdaʊ̯], burmansko [nèpjìdɔ̀]) je od leta 2005 glavno mesto Mjanmarja.

## Zgodovina
6. novembra 2005 je namesto Jangona glavno mesto postalo novo načrtovano mesto Nepjido, oddaljeno približno 300 km severno, tri kilometre zahodno od majhnega kraja Pjinmana. Ime ("sedež kraljev") je mesto dobilo 22. marca 2006. Razlog za prestavitev glavnega mesta naj bi bil dostopnost z vseh delov države in naj bi bilo zaradi osrednje lege primernejše kot prejšnje glavno mesto. O tem so začeli razmišljati že leta 2001.
27. marca 2006 je vlada prvič praznovala dan vojske v novem glavnem mestu. Pred izbranim občinstvom in ob strogem poročanju generala Tan Šveja je svetovna javnost prvič, čeprav cenzurirano, videla še nedokončane upravne stavbe. Na paradi je sodelovalo več kot 12.500 vojakov. Novo glavno mesto se je zelo hitro širilo. Leta 2010 je imelo mesto po uradnih podatkih že več kot milijon prebivalcev. Neodvisni opazovalci menijo, da jih je bistveno manj. 

## Infrastruktura
Kot pri mnogih novih načrtovanih mestnih območjih je tudi to jasno razdeljeno na različne vladne četrti, stanovanjska območja, vojaška območja, nakupovalna središča, hotele in prostočasne dejavnosti. Vmes so umetna jezera, parki in široke ulice. Številne ugledne stavbe so bile že končane, npr. stavba mjanmarskega parlamenta.
Območje dveh kvadratnih kilometrov je bilo namenjeno za veleposlaništva in mednarodne ustanove.
Pagoda Upatasanti je bila odprta 2009 in je narejena po zgledu pagode Švedagon v Jangonu.
Imajo tudi igrišče za golf, živalski vrt in safaripark. Prav tako so zgradili letališče. 
Mesto je vmesna postaja na progi medkrajevnih avtobusov na poti Jangon–Mandalaj. Tudi mestna železniška postaja je na železniški progi Jangon–Mandalaj. Poleg tega je od tu  povezava v Čaukpadaung. Vlak je pomembno prevozno sredstvo za sladkorni trs. 

## Dogodki
- 5. do 7. junij 2013: 22. svetovni ekonomski forum za Vzhodno Azijo  (Courageous Transformation for Inclusion and Integration)
- igre jugovzhodne Azije leta 2013
- 10. in 11. maj 2014: srečanje vrha voditeljev držav in vlad ASEAN

## Galerija
- Polovica širokega bulvarja
- Eno od krožišč
- Avtobusna postaja
- Glavni trg pri pagodi Upatasanti
- Vladni sprejem
- Pingvini v živalskem vrtu
- Planetarij
- Fontana v vrtovih
- Nočna tržnica Mjoma
- Hlutau